# Katja Dieckow
Katja Dieckow (Halle, 9 settembre 1984) è una tuffatrice tedesca.
Specializzata nelle gare dal trampolino da 1 metro e 3 metri, ha vinto la medaglia di bronzo nella specialità da 1 metro ai Campionati europei di nuoto 2008 di Eindhoven.

## Palmarès
- Europei di nuoto/tuffi

Eindhoven 2008: argento nel trampolino 3 m e bronzo nel trampolino 1 m.
Torino 2009: argento nel sincro 3 m, bronzo nel trampolino 3 m e nel trampolino 1 m.
Torino 2011: bronzo nel sincro 3 m.
Eindhoven 2012: bronzo nel sincro 3 m.